# Rodent's Revenge
《Rodent's Revenge》（又译作）；是一款由克利斯朵夫·李·弗雷利設計的益智遊戲，該遊戲是1991年發佈的《微軟娛樂包2》中的一款遊戲，玩家通過扮演一隻老鼠，在躲避若干只貓的抓捕的同時利用磚塊將它們困住，以此來贏得勝利。
這款遊戲後在2013年1月9日同原隸屬於《微軟娛樂包3》的《SkiFree》一道在iOS的App Store上重新發佈。

## 游戲玩法

### 關卡

第14関截圖，此時游戲中所有元素都已出現，包括綠色的可移動磚塊，藍色的不可移動磚塊，黃色的貓，黃色的捕鼠器，黑色的陷坑以及粉色的毛線球。

玩家通過控制一隻老鼠，一面躲避貓的追殺，一面設法利用可以移動的石塊把它們困住。當同屏中所有的貓都被困住以後，它們便會被轉化爲乾酪，這時老鼠便可以選擇將它們吃掉，以獲得額外的分數。玩家共有三次生命，當生命被耗盡後，則遊戲結束。
遊戲總共有50個愈來愈難的關卡，玩家可以自由選擇任何關卡進行挑戰。關卡的難度由個中的一些要素決定——陷坑會讓老鼠被困其中數秒，捕鼠器會在老鼠不慎觸碰時將其殺死，毛線球會在與老鼠接觸時殺死它。可移動的磚塊（綠色）數量根據關卡難度而定，不可移動的磚塊（藍色）會限制可移動磚塊的移動以增加遊戲難度。
遊戲上方的碼錶在運轉過後其指針會停在一個特定的位置，並在錶盤上以藍色刻度線標示，當玩家困住了同屏所有的貓或者自然經過一段時間後，這條藍色刻度線都會發生變化。當藍色刻度發生變化時，便會有新來的貓加入關卡，同屏的貓的數量增加會增加遊戲難度，但也會在玩家將它們消滅過後爲玩家帶來更多的獎勵分數。

### 得分
玩家在過關和吃掉由貓轉化而來的乳酪過後，都會獲得獎勵分數，遊戲難度以及通關速度都會左右玩家獲得的獎勵分數的高低。高分榜（High scores）會顯示過去24小時內得分最高的玩家的名字和分數。